# Adrian Ondrusowski
Adrian, imię świeckie: Andriej Nikiforowicz Zawaliszyn (zm. 15 maja 1550) – rosyjski duchowny prawosławny, święty mnich męczennik.
Informacje o Adrianie pochodzą z żywota św. Aleksandra Świrskiego oraz z opowieści o mnichach przechowywanych w monasterze Wałaam.
Według hagiografii Adrian pochodził z ziemi moskiewskiej i otrzymał od wielkiego księcia Iwana III Wasiljewicza ziemię w rejonie Nowogrodu. Wzmianki te zgadzają się z informacjami o Andrieju Zawaliszynie zachowanymi w źródłach świeckich. Andriej Zawaliszyn miał przypadkowo w czasie polowania trafić na pustelnię Aleksandra Świrskiego, który stał się jego ojcem duchowym. Aleksander pobłogosławił go na wstąpienie do monasteru; Andriej Zawaliszyn udał się wówczas na Wałaam i tam złożył wieczyste śluby mnisze, przyjmując imię Adrian. Po kilku latach opuścił klasztor, by zamieszkać w całkowitej samotności. Stopniowo zgromadzili się wokół niego naśladowcy; w ten sposób powstała Andrusowska Pustelnia św. Mikołaja, utworzona najpóźniej w 1533.
Pod datą 1549 Latopis Nikonowski mówi o chrzcie córki Iwana IV Anny w Monasterze Nowodziewiczym w Moskwie, który przeprowadzili mnisi Adrian oraz Gennadiusz. W maju 1550, prawdopodobnie w drodze powrotnej z Moskwy do monasteru, który założył, Adrian został zabity przez chłopów ze wsi Obża. Ciało mnicha, według hagiografii nierozłożone, zostało odnalezione dwa lata później. Wtedy też mnisi Pustelni Andrusowskiej dokonali jego pochówku w klasztornej cerkwi. Lokalny kult Adriana pojawił się w połowie XVII w. W tym samym okresie imię mnicha pojawia się w zbiorach wspomnień świętych na dany miesiąc, notowane są również modlitwy określające go jako cudotwórcę i świętego mnicha. Znany jest również akafist do świętego, napisany przez anonimowego autora. 